# Chinaella cudmorei
Chinaella cudmorei är en insektsart som beskrevs av Evans 1935. Chinaella cudmorei ingår i släktet Chinaella och familjen dvärgstritar. Inga underarter finns listade i Catalogue of Life.